# Lycée Schildt
Le lycée Schildt (en finnois : Schildtin lukio) est un lycée de Jyväskylä en Finlande.
Il est géré par le consortium éducatif de Jyväskylä,.

## Présentation
Au début 2015, le lycée Cygnaeus et le  lycée de Voionmaa (fi) fusionnent pour former le lycée Schildt.
Depuis le 1er janvier 2018, l'établissement est un lycée Gradia.
À l'automne 2018, les activités s'installent dans des locaux communs à Viitaniemi. 
Avec 1 200 élèves, c'est le plus grand lycée de Finlande.
Le lycée Schildt est l'un des treize lycées sportifs sélectionnés par le Comité olympique de Finlande. Chaque année, environ 150 élèves choisissent la section sport-étude.